# 東卡羅來納大學
東卡羅來納大學（East Carolina University，簡稱：ECU或East Carolina），是一所位於美國北卡羅來納州格林維爾的公立大學，此外還有多個分校區，所有非醫科專業均在主校區授課。該大學創建於1907年，最初是一所師範學校，2015年《美國新聞與世界報道》將其列在全國大學排名中的第194位。